# Kystpartiet
Kystpartiet är ett norskt politiskt parti.

## Historia
Partiet är mest känt för att vara tidigare stortingsrepresentanten Steinar Bastesens parti, som år 1997 blev invald till Stortinget för Tverrpolitisk Folkevalgte, men som år 1999 bröt sig ur detta parti och bildade Kystpartiet. Partiet registrerades som parti den 1 februari 1999 och blev formellt godkända den 24 september samma år. Bastesen blev återvald till Stortinget år 2001 men partiet förlorade sin plats i Stortinget vid valet år 2005. 2008 blev Bastesen utesluten ur partiet.
Kystpartiet är det största partiet i Karlsøy kommun i Troms, och ordföranden Thor Tøllefsen var också partiets förstakandidat vid Stortingsvalet 2005.

## Valresultat

### Kommun- och fylkstingsvalet 1999
Partiet fick 4 530 röster vid fylketingsvalet 1999.

### Kommun- och fylkstingsvalet 2003
Vid fylketingsvalet år 2003 fick partiet 11 038 godkända röster och därmed fyra representanterna i fylketingen i Nordnorge. Man har totalt 47 representanter i 21 kommunstyrelser.

## Stortingsval
- 2001: 1,7%
- 2005: 0,8%